# Lepidochrysops oreas
Lepidochrysops oreas är en fjärilsart som beskrevs av  1964 1961. Lepidochrysops oreas ingår i släktet Lepidochrysops och familjen juvelvingar. Inga underarter finns listade i Catalogue of Life.